# Boudicin upor
Boudicin upor je bil oborožen upor domačih keltskih Britov proti Rimskemu cesarstvu med rimskim osvajanjem Britanije. Zgodil se je okoli leta 60–61 n. št. v Rimski Britaniji, vodila pa ga je Boudica, kraljica plemena Iceni. Upor je bil motiviran z neuspehom Rimljanov, da bi spoštovali sporazum, ki so ga sklenili z Boudicinim možem Prasutagom glede nasledstva njegovega kraljestva po njegovi smrti in z brutalnim ravnanjem z Boudico in njenimi hčerami s strani okupacijskih Rimljanov.
Čeprav je bila številčno močno v manjšini, je rimska vojska pod vodstvom Gaja Svetonija Pavlina v zadnji bitki, ki je Britancem povzročila velike izgube, odločno premagala zavezniška plemena. Kraj te bitke ni znan. To je pomenilo konec odpora proti rimski oblasti v večjem delu južne polovice Anglije, obdobje, ki je trajalo do leta 410 n. št. Sodobni zgodovinarji se za informacije o uporu in porazu Boudice zanašajo na pripovedi rimskih zgodovinarjev Tacita in Diona Kasija, ki so edina ohranjena poročila o bitki, za katera je znano, da obstajajo.

## Vzrok upora
Leta 43 n. št. je Rim napadel jugovzhodno Britanijo. Osvajanje je bilo postopno in medtem ko so bila nekatera domača kraljestva v bitkah poražena in zasedena, so druga ostala nominalno neodvisna kot zavezniki rimskega cesarstva.
Eno takšnih plemen so bili Iceni v današnjem Norfolku. Njihov kralj Prasutag je mislil, da si je zagotovil neodvisnost, tako da je v oporoki svoja ozemlja zapustil hčerkama in rimskemu cesarju Neronu. Ko pa je leta 61 ali malo prej umrl, so njegovo oporoko prezrli. Tacit opisuje Rimljane, ki so zasegli ozemlja, zasužnjili Icene in nasilno poniževali kraljevo družino; njegova vdova, Boudica je bila bičana, njene hčere pa posiljene. Po Dionovem mnenju so rimski financerji zahtevali vračilo svojih posojil.

## Začetna uporniška dejanja
Leta 60 ali 61 n. št., ko je rimski guverner Gaj Svetonij Pavlin vodil kampanjo proti otoku Mona (sodobni Anglesey) ob severozahodni obali Walesa, zatočišče za britanske upornike in trdnjava druidov, so se Iceni zarotili s svojimi sosedi Trinovanti, med drugim, da bi se dvignili v upor.
Njihov vodja je bila Boudica. Po Tacitovih besedah so uporniki črpali navdih iz zgleda Arminija, kneza Heruskov, ki je leta 9 n. št. pregnal Rimljane iz Germanije in svojih prednikov, ki so pregnali Julija Cezarja iz Britanije. Kasij Dion pravi, da je Boudica na začetku uporabila obliko vedeževanja, tako da je iz gub svoje obleke spustila zajca in razložila smer, v katero je tekel, ter priklicala Andraste, britansko boginjo zmage.
V namišljenem govoru rimski zgodovinar Tacit nagovori Boudico svojo vojsko z naslednjimi besedami: »Ne maščujem se za izgubljeno svobodo, svoje bičano telo, za užaljeno čistost svojih hčera kot ženska plemiškega rodu, temveč kot ena od ljudstva,« in zaključi: »To je žensko mišljenje; kar zadeva moške, ti lahko živijo in so sužnji.« Tacit Boudico upodablja kot žrtev rimskega suženjstva in razuzdanosti, njen boj proti katerima jo je naredil za zagovornico tako barbarske kot britanske svobode; in Boudicina dejanja prikazuje kot primer poguma svobodne ženske in ne kraljice, s čimer ji prihrani negativne konotacije, povezane s kraljicami v antičnem svetu.

### Camulodunum
Prva tarča upornikov je bilo nekdanje glavno mesto Trinovantov Camulodunum (Colchester), ki je bilo spremenjeno v rimsko kolonijo za rimske vojaške veterane. Ti veterani so bili obtoženi slabega ravnanja z domačini. V mestu je bil zgrajen tudi ogromen tempelj nekdanjega cesarja Klavdija, kar je med lokalnim prebivalstvom povzročilo veliko nezadovoljstva. Bodoči guverner Kvint Petilij Cerialis, ki je takrat poveljeval IX. legiji Hispana, je poskušal rešiti mesto, vendar je doživel prepričljiv poraz. Vsa pehota z njim je bila ubita, pobegnil pa je le poveljnik in nekaj njegove konjenice. Lokacija te bitke ni znana.
Rimski prebivalci so iskali okrepitve pri Catusu Decianusu, vendar je poslal le dvesto pomožnih čet. Boudicina vojska je napadla slabo branjeno mesto in ga uničila, pri čemer je dva dni oblegala zadnje branilce v templju, preden je padel. Arheologi so pokazali, da je bilo mesto metodično uničeno. Po tej katastrofi je Catus Decianu, čigar dejanja so izzvala upor, pobegnil v Galijo.

### Londinium
Ko je novica o uporu dosegla Svetonija je pohitel skozi sovražno ozemlje v Londinium, relativno novo naselje, ustanovljeno po osvojitvi leta 43 n. št., ki je zraslo v cvetoče trgovsko središče s prebivalstvom trgovcev in verjetno rimskih uradnikov. Svetonij je razmišljal o boju proti uporniškim plemenom, a ker ni imel dovolj vojakov in je bil razočaran nad Petilijevim porazom, se je odločil žrtvovati mesto, da bi rešil provinco in se umaknil, da bi pregrupiral svoje sile.
Prokurator Catus, prestrašen zaradi te nesreče in besa province, ki jo je s svojo pohlepnostjo izzval v vojno, je prečkal Galijo. Svetonij pa je z izjemno odločnostjo odkorakal sredi sovražnega prebivalstva proti Londiniumu, ki se sicer ni imenoval kolonija, a ga je pogosto obiskovalo veliko trgovcev in trgovskih ladij. Ker ni bil prepričan, ali naj ga izbere za prizorišče vojne se je, ko je pogledal naokoli po svoji skromni sili vojakov in se spomnil, s kakšnim resnim opozorilom je bila kaznovana Petilijeva nepremišljenost, odločil, da bo provinco rešil za ceno enega samega mesta. Solze in jok ljudstva, ki ga je prosilo za pomoč, ga niso odvrnile od tega, da bi dal znak za odhod in v svojo vojsko sprejel vse, ki bi šli z njim. Tiste, ki so bili zaradi šibkosti spola, starosti ali privlačnosti kraja priklenjeni na kraj, so jih sovražniki odrezali.— Tacit
Bogati meščani in trgovci Londiniuma so pobegnili po novici o prebegu Kata Decijana v Galijo. Svetonij je s seboj kot begunce vzel tiste meščane, ki so želeli pobegniti, preostali prebivalci pa so bili prepuščeni svoji usodi. Uporniki so Londinium požgali, mučili in pobili vse, ki se niso evakuirali s Svetonijem. Arheologija kaže debelo rdečo plast ožganih ostankov, ki prekriva kovance in keramiko iz obdobja pred letom 60 n. št. znotraj meja rimskega Londiniuma; lobanje iz rimske dobe, najdene v reki Walbrook leta 2013 so morda bile žrtve upornikov. Izkopavanja leta 1995 so pokazala, da se je uničenje razširilo čez reko Temza do predmestja na južnem koncu Londonskega mostu.

### Verulamium
Uničen je bil tudi municipij Verulamium (sodobni St Albans). Arheološki dokazi za to uničenje so zelo omejeni. Obsežna izkopavanja, ki sta jih v zgodnjih tridesetih letih 20. stoletja izvedla Mortimer Wheeler in njegova žena Tessa, niso našla veliko sledi o njem, morda zato, ker je zdaj znano, da sta delala stran od območja, ki je bilo naseljeno v zgodnji rimski okupaciji. Drugo izkopavanje, ki ga je med letoma 1957 in 1961 izvedel Sheppard Frere je razkrilo vrsto trgovin ob ulici Watling Street, ki so bile požgane okoli leta 60 n. št., vendar celoten obseg uničenja ostaja nejasen.
Izkopavanja v središču Verulamiuma, razširitvena izkopavanja leta 1996 pred gradnjo novega vhoda v muzej, so odkrila tanke plasti (do 2 cm debele) požganega materiala iz zgodnje rimske gradnje.

### Nasilje nad rimskim prebivalstvom
V treh uničenih naseljih naj bi bilo ubitih med sedemdeset in osemdeset tisoč ljudi. Tacit pravi, da Britov ni zanimalo ujetje ali prodaja ujetnikov, temveč le pokol z obešanjem, ognjem ali križanjem. Dionovo poročilo daje več podrobnosti; da so najplemenitejše ženske nabijali na kolce in jim odrezali prsi ter jih prišili k ustom, "ob spremljavi žrtvovanja, banketov in razuzdanega vedenja" na svetih mestih, zlasti v gajih Andraste.

### Calleva Atrebatum
Čeprav v klasičnih pripovedih ni omenjeno, je Michael Fulford predlagal, da bi upor lahko uničil oppidum Calleva Atrebatum (Silchester), saj izkopavanja mesta kažejo na njegovo popolno uničenje med letoma 60 in 80 n. št. 

## Končna bitka

### Priprave obeh strani
Medtem, ko so Britanci nadaljevali z uničevanjem, je Svetonij pregrupiral svoje sile. Po Tacitovih besedah je zbral silo, ki je vključevala njegovo lastno legijo XIV. Gemina, nekaj veksilacij (odredov) legije XX. Valeria Victrix in vse razpoložljive pomožne enote (auxilia). Prefekt legije II. Augusta v Isca Dumnoniorum (Exeter), Poenius Postumus ni ubogal ukaza, naj pripelje svoje čete, vendar je Svetonij kljub temu zdaj poveljeval vojski skoraj 10.000 mož.
Na neznani lokaciji se je Svetonij postavil v ozek prehod z gozdom za seboj, ki se je odpiral v široko ravnino. Njegovi možje so bili v veliki manjšini: Kasij Dion pravi, da tudi če bi bili postavljeni v vrsto za enega moža, ne bi dosegli linije Boudice. Do takrat naj bi uporniške sile, s katerimi so se soočili, štele od 230.000 do 300.000 mož, čeprav sodobni zgodovinarji pravijo, da je treba te številke obravnavati skeptično. Strani prehoda so ščitile rimske boke pred napadom, gozd pa je oviral pristop od zadaj. Ti previdnostni ukrepi bi Boudici preprečili, da bi s svojimi znatnimi silami napadla rimski položaj drugače kot od spredaj, odprta ravnina pa bi onemogočila iznenadni napad. Svetonij je svoje legionarje postavil v strnjen red, z pomožno pehoto (auxilia) na bokih in konjenico na krilih.
Čeprav so bili Briti zbrani v precejšnji sili, so bili Iceni in druga plemena nekaj let pred uporom razoroženi in so bili morda slabo opremljeni. Svoje vozove so postavili na zadnji del vojske, od koder so lahko njihove družine opazovale tisto, kar so morda pričakovale kot prepričljivo zmago. Poroča se, da sta enako storila dva germanska voditelja Boiorix iz plemena Kimbrov in Ariovist iz plemena Svebov v bitkama proti Gaju Mariju oziroma Juliju Cezarju.

Ko sta se njunie vojski razporejali, sta voditelja verjetno poskušali motivirati svoje vojake. Tacit, ki je bitko opisal več kot 50 let pozneje, si je predstavljal Boudicin govor njenim privržencem: 
»Zdaj pa,« je rekla, »ne maščujem se kot ženska plemiškega rodu, temveč kot ena od ljudstva za izgubljeno svobodo, svoje bičano telo, užaljeno čistost svojih hčera. Rimsko poželenje je šlo tako daleč, da niti naša telesa, niti starost ali devištvo niso ostale neoskrunjene.« Toda nebesa so na strani pravičnega maščevanja; legija, ki si je drznila boriti se, je propadla; ostali se skrivajo v svojem taboru ali pa zaskrbljeno razmišljajo o begu. Ne bodo prenesli niti hrupa in krika toliko tisočev, kaj šele našega napada in naših udarcev. Če dobro pretehtate moč vojsk in vzroke vojne, boste videli, da morate v tej bitki zmagati ali umreti. To je ženska odločitev; kar se tiče moških, lahko živijo in so sužnji.
Tudi Tacit je pisal o Svetoniju, ki je nagovarjal svoje legionarje. Kot mnogi zgodovinarji njegovega časa je bil nagnjen k izmišljanju vznemirljivih govorov za takšne priložnosti, toda Svetonijev govor je tukaj nenavadno neposreden in praktičen. Tacitov tast, bodoči guverner Gnej Julij Agricola je bil takrat v Svetonijevem štabu in je to morda precej natančno poročal.
Prezrite hrup, ki ga povzročajo ti divjaki. V njihovih vrstah je več žensk kot moških. Niso vojaki – niti niso ustrezno opremljeni. Že prej smo jih premagali in ko bodo videli naše orožje in začutili naš duh, bodo popustili. Držite se skupaj. Vrzite kopja, nato pa potisnite naprej: podrite jih s ščiti in jih dokončajte z meči. Pozabite na plen. Samo zmagaj in imel boš vse.

### Poraz Boudice
Tacit si Boudico predstavlja z hčerama ob njej in spodbujajo svoje vojake z vznemirljivim govorom iz svojega voza. Potem ko je Svetonij rimskim vojakom dal govor, Tacit opiše bitko:
Sprva so legionarji negibno stali in se držali soteske kot naravne zaščite: nato, ko jim je bližnje napredovanje sovražnika omogočilo, da so z gotovostjo cilja izstrelili svoje izstrelke, so se pognali naprej v klinasti formaciji. Pomožne čete so napadle v enakem slogu; konjenica pa si je z iztegnjenimi sulicami prebila pot skozi vse skupine odločnih mož, na katere so naleteli. Preostali so se razbežali, čeprav je bil pobeg težaven, saj je kordon vozov blokiral odprtine. Vojaki niso dali milosti niti ženskam: tovorne živali so bile prebodene s sulicami in dodane na kup trupel. Slava, ki smo jo osvojili v teku dneva, je bila izjemna in enaka tisti iz naših prejšnjih zmag: po nekaterih poročilih je padlo nekaj manj kot osemdeset tisoč Britancev, kar je stalo približno štiristo ubitih Rimljanov in ne veliko večje število ranjenih.
Številke, navedene za kampanjo v starodavnih virih, sodobni zgodovinarji smatrajo za pretirane. Rimski pokol žensk in živali je bil nenavaden, saj bi jih lahko prodali za dobiček.
Poenius Postumus, čigar legija se ni pridružila bitki in je bila tako oropana deleža slave, se je ubil tako, da je padel na svoj meč.

### Boudicina smrt
Po bitki naj bi se Boudica po Tacitovih besedah zastrupila, čeprav v delu Agricola, ki je bil napisan skoraj dvajset let pred delom Anali, ne omenja ničesar o samomoru in konec upora pripisuje socordia ("samozadovoljnost"). Kasij Dion pravi, da je Boudica zbolela, umrla in bila razkošno pokopana.
Boudicino grobišče ni znano in je verjetno nekje na jugu Anglije. Sodobna ugibanja o njeni lokaciji nimajo tehtnih dokazov in niso dosegla soglasja med arheologi ali zgodovinarji. Eno lokalno izročilo ga povezuje z Gop Hill Cairn v Trelawnydu v Flintshireu v Walesu. Domiselni Owen Morgan nakazuje, da je bil Bryn Sion v Flintshiju] morda kraj, kjer je Boudica umrla. Druga legenda pravi, da je pokopana pod peronom 10 železniške postaje London King's Cross.

## Posledice
Zgodovinar Gaius Suetonius Tranquillus piše, da je kriza skoraj prepričala Nerona, da je zapustil provinco Britanijo,, vendar se je z uporom, ki je bil dokončno zatrt, okupacija Britanije nadaljevala. Neron se je bal, da bi Svetonijeva kazenska dejanja proti britanskim plemenom izzvala nadaljnji upor, zato ga je zamenjal z bolj spravljivim Publijem Petronijem Turpilianom.
Medtem, ko je poraz Boudike utrdil rimsko oblast v južni Britaniji, je severna Britanija ostala nestanovitna. Leta 69 n. št. je Venutius, plemič iz plemena Brigantov] vodil še en, manj dobro dokumentiran upor, ki ga je sprva navdihnilo plemensko rivalstvo, a je kmalu postal protirimski.
Kata Decijana, ki je pobegnil v Galijo, je nadomestil Gaj Julij Alpin. Po vstaji je Svetonij izvedel obsežne kazenske operacije med Britanci, vendar je Alpinovs kritika tega privedla do preiskave, ki jo je vodil Neronov osvobojenec Poliklit. Noben zgodovinski zapis ne pove, kaj se je zgodilo z Boudicinima hčerama.

## Navedbe
1. 1 2  Tacitus, Annals 14.33
2. 1 2  Henshall, K. (2008). Folly and Fortune in Early British History: From Caesar to the Normans (v angleščini). Springer. str. 55. ISBN 978-0230583795.
3. ↑  Webster, Graham (1978). Boudica the British revolt against Rome AD 60. London: Routledge. ISBN 0415226066.
4. 1 2 3  Bulst, Christoph M. (Oktober 1961). »The Revolt of Queen Boudicca in A.D. 60«. Historia: Zeitschrift für Alte Geschichte. 10 (4): 496–509. JSTOR 4434717.
5. ↑  Kasij Dion, Rimska zgodovina 19–22
6. ↑  Tacit, Agricola 14
7. ↑  Tacit Anali 14.31
8. 1 2  Bowman, Alan K.;  in sod., ur. (1996). The Augustan Empire, 43 B.C. - A.D. 69: The Cambridge Ancient History. Cambridge: Cambridge University Press. str. 509. ISBN 9780521264303.
9. ↑  Kasij Dion, Rimska zgodovina 62.2
10. ↑  Tacit, Agricola 15
11. 1 2 3  Tacit Anali 14.35
12. 1 2  Braund, David (1996). Ruling Roman Britain. London: Routledge. str. 132.
13. ↑  Tacitus, Anali 14.31–32
14. ↑  Tacitus, Annals 14.32
15. ↑  »Haverhill From the Iron Age to 1899«. St. Edmundsbury Borough Council. Arhivirano iz prvotnega spletišča dne 1. marca 2017. Pridobljeno 24. februarja 2016.
16. ↑  Jason Burke (3. december 2000). »Dig uncovers Boudicca's brutal streak«. The Observer. Pridobljeno 5. julija 2016.
17. ↑  Webster, Graham. Boudica, the British Revolt against Rome A.D. 60. Totowa: Rowman and Littlefield. str. 93–94.
18. ↑  George Patrick Welch (1963). Britannia: The Roman Conquest & Occupation of Britain. str. 107.
19. ↑  Maev Kennedy (2. oktober 2013). »Roman skulls found during Crossrail dig in London may be Boudicca victims«. The Guardian. Pridobljeno 24. februarja 2016.
20. ↑  Muir, Hazel (21. oktober 1995). »Boudicca rampaged through the streets of south London«. www.newscientist.com. New Scientist Ltd. Pridobljeno 31. oktobra 2020.
21. ↑  Hingley & Unwin 2004, str. 180
22. ↑  »Excavations near Reading show evidence of Boudicca«. BBC News (v angleščini).
23. 1 2  Tacit, Anali 14.34
24. 1 2 3 4  Tacit, Anali 14.37
25. ↑  Tacit, Annals 14.32
26. ↑  Florus, Epitome of Roman History 1.38; Julij Cezar, Commentarii de Bello Gallico 1.51
27. ↑  Kasij Dion (Rimska zgodovina 9-11) ima Svetoniju zelo drugačen govor, trdno v tradiciji literarne iznajdbe.
28. ↑  Tacitus, Anali 14.36
29. ↑  Townend, G. B. (1964). »Some Rhetorical Battle-Pictures in Dio«. Hermes. 92 (4): 479–80.
30. ↑  Goldsworthy, Adrian Keith (2016). Pax Romana : war, peace, and conquest in the Roman world. New Haven. ISBN 978-0-300-17882-1. OCLC 941874968.
31. ↑  Santoro L'Hoir, Francesca (2006). Tragedy, rhetoric, and the historiography of Tacitus' Annales. Ann Arbor: University of Michigan press. str. 115. ISBN 9780472115198.
32. ↑  Dio, Cassius. History of Rome. Zv. VIII. Prevod: Cary, Earnest. Chicago: Loeb Classical Library. str. 105. OCLC 655792369.
33. ↑  Goucher, Candice (24. januar 2022). Women Who Changed the World: Their Lives, Challenges, and Accomplishments through History [4 volumes] (v angleščini). ABC-CLIO. str. 206. ISBN 978-1-4408-6825-2.
34. ↑  Live, North Wales (2. maj 2004). »Bring Boudicca back to Wales«. North Wales Live (v angleščini). Pridobljeno 5. avgusta 2022.
35. ↑  Vandrei, Martha (2018). Queen Boudica and Historical Culture in Britain. Oxford University Press. ISBN 978-0-19-881672-0.
36. ↑  Greenwood, Douglas (15. julij 1999). »Historical Notes: Boadicea's bones under Platform 10«. The Independent. Pridobljeno 2. oktobra 2022.
37. ↑  Suetonius, Nero 18, 39–40
38. ↑  Tacitus, Annals 38–39
39. ↑  Tacit, Zgodovine, 3.45
40. ↑  »Bodicea Queen of the Iceni«. Pridobljeno 9. januarja 2019.[mrtva povezava]